# Una Lady Macbeth del distretto di Mcensk
Lady Macbeth del distretto di Mcensk (Леди Макбет Мценского уезда) è una novella del 1865 dello scrittore russo Nikolaj Semënovič Leskov. In Italia la prima traduzione apparve nel 1969, nella raccolta Novelle di N. S. Leskov; come testo pubblicato singolarmente, si annoverano quattro edizioni con traduttori ogni volta diversi.

## Trama
Katherina L'Vovna Izmailova, giovane rampolla di una famiglia medio borghese russa, sposa Zinovij, figlio del ricco mercante Boris Timofeevič. Ben presto la donna in preda a una noia persistente diventa insofferente alle rigide regole imposte dal suo nuovo status sociale e intraprende una relazione clandestina con Sergeji, stalliere della magione dove vive. Scoperta dal suocero, la donna lo uccide avvelenandolo, approfittando dell'assenza del marito; successivamente uccide anche quest'ultimo e lascia che il suo amante diventi ufficialmente l'uomo di casa, rimanendone incinta.
Tuttavia presto si scopre che il patrimonio dei Timofeevič è subordinato a un giovane cugino di Zinovij, che si stabilisce nelle proprietà di famiglia. La coppia di amanti trama per ucciderlo, ma viene colta in flagrante dalla servitù.
Sergeji e Katherina vengono dunque condannati ai lavori forzati per il triplice omicidio, mentre loro figlio appena nato viene affidato a una famiglia. Poiché Katherina aveva cercato di scaricargli addosso tutta la responsabilità degli assassinii, Sergeji la allontana e la umilia amoreggiando vistosamente con altre condannate, in particolare con la giovane Sonjetka.
Durante il viaggio verso la Siberia, Katherina aggredisce la sua rivale e le due finiscono nelle acque di un fiume gelato.

## Edizioni in italiano
- N. S. Leskov, Una Lady Macbeth del distretto di Mcensk, trad. Anjuta Gancikov Chapperon e Piero Cazzola, in Novelle, Torino: Utet, 1969;
- N. S. Leskov, Una Lady Macbeth del distretto di Mcensk, trad. Vittoria De Gavardo, Firenze: Passigli, 1987;
- N. S. Leskov, Una Lady Macbeth del distretto di Mcensk, trad. Laura Brandolini, Milano: Polena, 1989;
- N. S. Leskov, Una Lady Macbeth del distretto di Mcensk, trad. Margherita Crepax, Milano: Anabasi, 1994;
- N. S. Leskov, Lady Macbeth del distretto di Mcensk, trad. Rosa Molteni Grieco, Nardò: Besa, 2007;

## Adattamenti musicali e cinematografici
Da quest'opera sono stati tratti l'opera Lady Macbeth del Distretto di Mcensk, composta nel 1934 da Dmitrij Dmitrievič Šostakovič e il film Lady Macbeth del 2016.